# Portal Norte
El Portal Norte - Unicervantes es una de las estaciones de cabecera o terminales del Sistema de Transporte Masivo de Bogotá TransMilenio. Hace parte de la primera fase del sistema, la cual fue inaugurada en el 2000.

## Ubicación
El Portal Norte está ubicado en el sector Norte de la ciudad, más específicamente sobre la Autopista Norte entre calles 172 y 176. Su acceso peatonal se da a través de un puente peatonal ubicado sobre la Calle 174. Atiende la demanda de los barrios San Antonio Noroccidental, Villa del Prado, Nueva Zelandia, La Uribe y sus alrededores.
En las cercanías están los almacenes Éxito Norte, Easy Norte, Homecenter Norte, Colsubsidio Portal Norte, los colegios Calasanz y Esclavas del Sagrado Corazón y el Centro Comercial Panamá.

## Origen del nombre
La estación recibe su nombre por ser la estación de cabecera de la línea Autopista Norte, y por ser una de las tres estaciones terminales ubicadas en el norte de Bogotá. Las otras dos adoptan el nombre del área donde se ubican por lo que se decidió darle el nombre de «Norte». En junio de 2025, en el marco del plan que tiene la empresa TransMilenio para buscar aliados comerciales, al nombre de la estación se le añadió el texto «Unicervantes».

## Historia
En el primer semestre del año 2002, después de ser inaugurado el Portal Usme se puso en funcionamiento el Portal Norte, siendo la tercera estación de cabecera del sistema TransMilenio en ser puesta en funcionamiento.
A mediados de 2005, toda su flotilla de buses alimentadores marca Mercedes Benz, operados por Alnorte, fue renovada, para pasar al servicio público. Así entró a operar el nuevo concesionario llamado Alnorte Fase 2, con nuevos buses alimentadores marca Volkswagen, pero de la misma carrocería Busscar de Brasil.
El 26 de marzo de 2015, toda su flotilla de buses alimentadores marca Volkswagen y Mercedes Benz, operadados por Alnorte Fase 2 fue renovada por buses Busscar Urbanuss Pluss de motores Volvo B290R para 80 pasajeros. 
Los nuevos concesionarios son Consorcio Express, que opera las rutas de Usaquén (El Codito, San Cristóbal, Verbenal, San Antonio y Tibabita en la estación Terminal, Andalucía y ruta circular Verbenal y oriente calle 170 en horas pico) y Masivo Capital que lo hace en las rutas de Suba (San José, Mirandela, Guaymaral, Jardines y ruta circular calle 170 occidente en horas pico).

## Servicios del portal

### Rutas troncales
| Tipo                                                           | Rutas al Norte | Rutas al Sur | Rutas al Oriente | Rutas al Occidente |
| -------------------------------------------------------------- | -------------- | ------------ | ---------------- | ------------------ |
| Ruta fácil                                                     | 8              | 8            |                  |                    |
| Expresos todos los días todo el día                            |                | G12 H75      |                  | D10                |
| Expresos lunes a sábado todo el día                            |                | H13          | J74              | F28                |
| Expresos lunes a sábado horas pico de la mañana y de la tarde  |                | G46          |                  |                    |
| Expresos lunes a viernes hora pico de la mañana                |                |              | J70              |                    |
| Expresos lunes a viernes horas pico de la mañana y de la tarde |                | H27          |                  |                    |
| Rutas que finalizan recorrido                                  |                |              |                  |                    |
| Expresos todos los días todo el día                            | B10 B12 B75    | B10 B12 B75  | B10 B12 B75      | B10 B12 B75        |
| Expresos lunes a sábado todo el día                            | B13 B28 B74    | B13 B28 B74  | B13 B28 B74      | B13 B28 B74        |
| Expresos lunes a sábado horas pico de la mañana y de la tarde  | B46            | B46          | B46              | B46                |
| Expresos lunes a viernes horas pico de la mañana y de la tarde | B27            | B27          | B27              | B27                |

### Servicios alimentadores
Así mismo funcionan las siguientes rutas alimentadoras:
- 2.1 circular al barrio Mirandela
- 2.2 circular al sector de los Jardines
- 2.3 circular al barrio San Antonio
- 2.4 circular al barrio El Codito
- 2.5 circular al barrio San Cristóbal Norte
- 2.7 circular al barrio San José
- 2.8 circular Expreso 170 Oriental (Hora pico de la mañana)
- 2.10 circular al barrio Verbenal
- 2.11 circular al barrio Andalucía (Hora pico de la mañana)
- B924 circular al sector de Guaymaral

### Esquema
| ← Norte |                       |                       |                       |                   |           |                   |                   |                   |       |
|         | 8                     | F28                   | F28                   | Llegada Troncales | Calle 173 | Llegada Troncales | D10J70J74         | Llegada Troncales |       |
| Túnel   |                       |                       |                       | Mezzanine         | Puente    | Plataforma 1      |                   |                   | Túnel |
| Túnel   | 2.2B924               | 2.1 2.7               | 2.1 2.7               | Mezzanine         | Puente    | Chía              | Cajicá            | Zipaquirá         | Túnel |
| Túnel   |                       |                       |                       | Mezzanine         | Puente    |                   |                   |                   | Túnel |
| Túnel   | Llegada Alimentadores | Llegada Alimentadores | Llegada Alimentadores | Mezzanine         | Puente    | 2.8 2.5           | 2.4 2.10          | 2.3 2.11          | Túnel |
| Túnel   |                       |                       | Plataforma 2          | Mezzanine         | Puente    |                   |                   |                   | Túnel |
|         | Llegada Troncales     | G12G46                | Llegada Troncales     | Llegada Troncales | Calle 174 | 8H75              | Llegada Troncales | H27H13            |       |
| Sur →   |                       |                       |                       |                   |           |                   |                   |                   |       |

### Servicios intermunicipales
En las plataformas al interior del Portal Norte se pueden abordar los buses intermunicipales con destino a los municipios cercanos de Chía, Cajicá y Zipaquirá.
Debido a la apertura de la Terminal Satélite del Norte, desde julio de 2019 dejaron de operar en el Portal los buses intermunicipales con destino a Gachancipá, Tenjo, Sopó, Sesquilé, Guatavita y Suesca.

### Servicios urbanos
Así mismo funcionan las siguientes rutas urbanas del SITP en los costados externos a la estación, circulando por los carriles de tráfico mixto sobre la Autopista Norte, con posibilidad de trasbordo usando la tarjeta TuLlave:
| Código | Sector         | Dirección            | Rutas                             |
| ------ | -------------- | -------------------- | --------------------------------- |
| 144A01 | B Portal Norte | Auto Norte - CL 172A | B907B917 T11 T55 T163 TC10 Z4B    |
| 144B01 | B Portal Norte | Auto Norte - CL 172A | B902 291 330                      |
| 087A02 | C Portal Norte | Auto Norte - CL 174A | C917G902H907 291 330 T11 T163 Z4B |

## Ubicación geográfica
| Noroeste: Suba | Norte: B Calle 187         | Nordeste: Usaquén |
| Oeste: Suba    |                            | Este: Usaquén     |
| Suroeste: Suba | Sur: B Toberín - Foundever | Sureste: Usaquén  |